# Block (Schifffahrt)

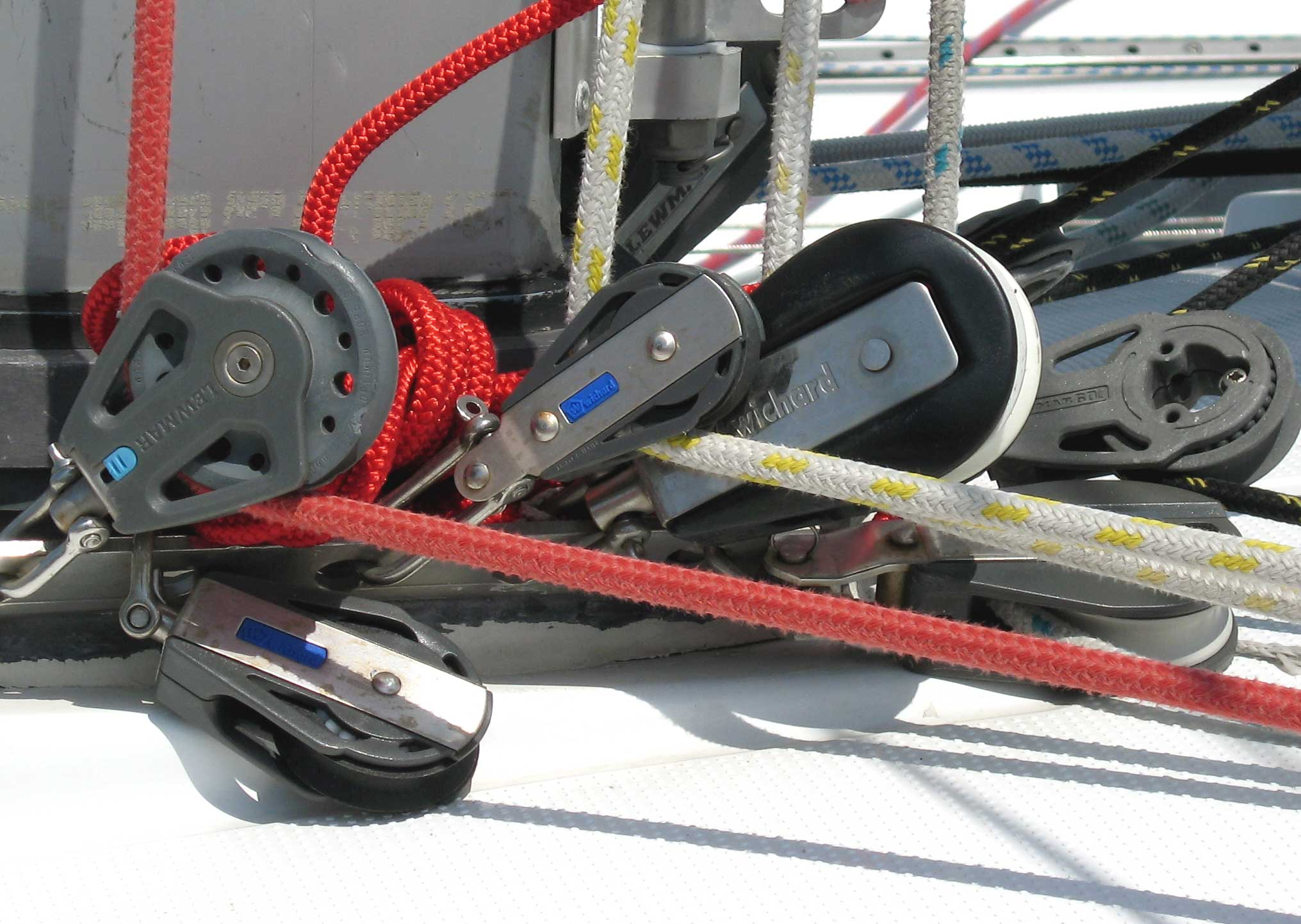
Blöcke verschiedener Materialien und Größen am Mastfuß einer Segelyacht; sie dienen hier der Umlenkung

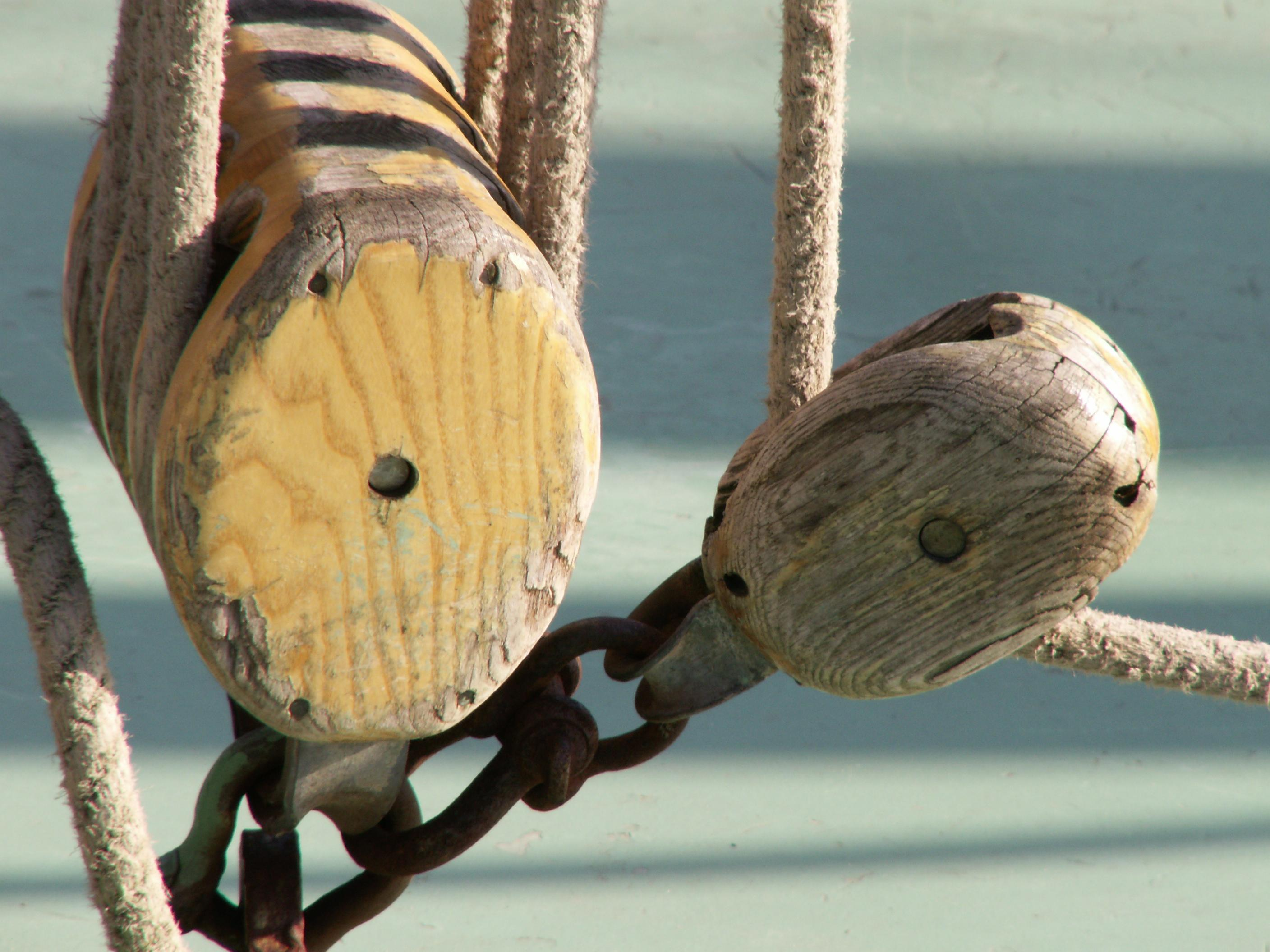
Traditionelle Blöcke aus Holz (links im Bild: ein Mehrscheibenblock einer Talje)

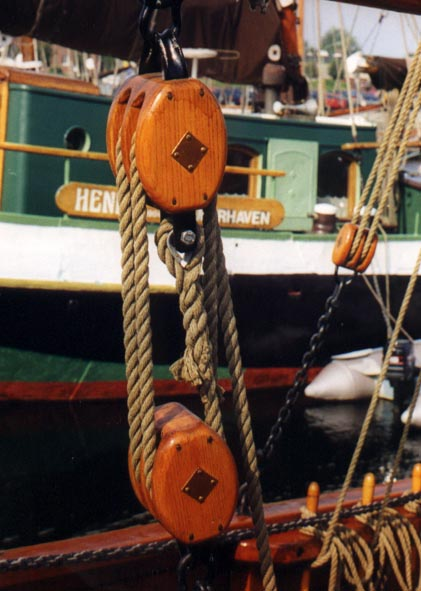
Talje auf einem Segelschiff, Rostock

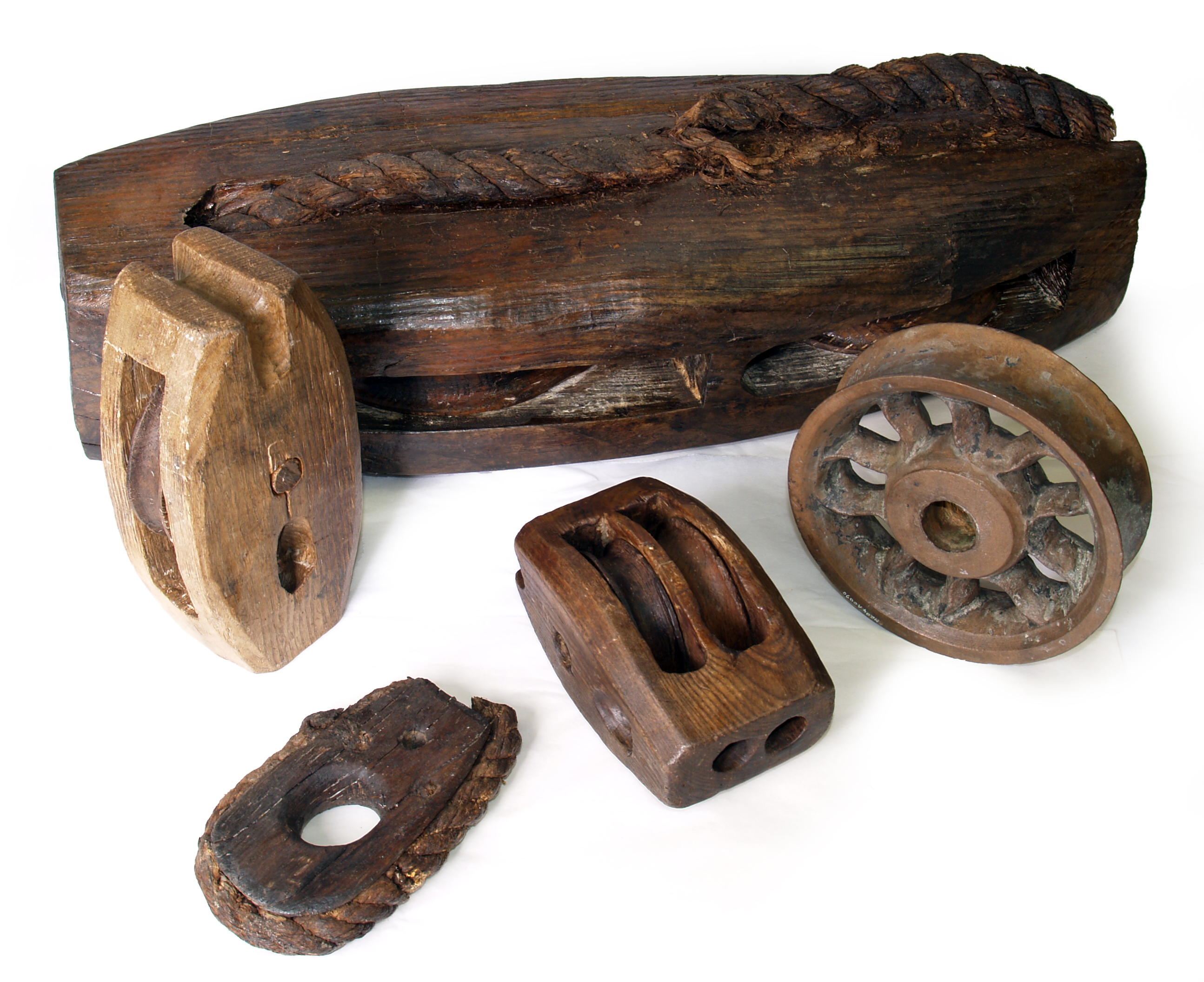
Blöcke und Scheiben der Mary Rose aus dem 16. Jahrhundert

Block (von mittelhochdeutsch plock oder ploch: großes oder zusammenhängendes Stück) ist ein seemännischer Begriff für ein Gehäuse, in dem sich eine oder mehrere drehbare Scheiben befinden.
Blöcke werden verwendet, um die Zugrichtung von Tauwerk zu ändern, oder Leinen umzulenken, um die Bedienung zu vereinfachen. Mehrere Blöcke können zu einer Talje (Flaschenzug) kombiniert werden, um größere Zugkräfte ausüben zu können.
Das Einfädeln einer Leine in einen Block wird als Einscheren bezeichnet (Die Leine wird eingeschoren). Beim unbeabsichtigten schnellen Herausrutschen der holenden Part, dem Zugende, aus dem Block wird von Ausrauschen gesprochen (Die Leine rauscht aus).

## Aufbau
Die Gehäuse moderner Blöcke bestehen aus Kunststoff, Aluminium oder Stahl, die Scheiben aus Polyamid, Polyurethan oder Hartgewebe. Traditionelles Material ist Holz. Die Scheiben sind kugelgelagert (zur Reduktion des Laufwiderstands) oder verfügen über ein Gleitlager (erlaubt höhere Belastungen und weniger Wartung).
Größe und Bauform von Blöcken werden der jeweiligen Verwendung angepasst:
- Ein Mehrscheibenblock enthält mehrere Scheiben in einem Gehäuse, die sich um eine gemeinsame oder verschiedene Achsen drehen.
  - Ein Violinblock ist eine Sonderform des Mehrscheibenblocks. Zwei verschieden große Scheiben befinden sich auf verschiedenen Achsen in einem Gehäuse. Der Name leitet sich von der Gehäuseform solcher Blöcke ab, die meist entfernt an den Klangkörper einer Violine erinnert. Violinblöcke werden häufig für Baumniederholertaljen auf Jollen verwendet.
- Ratschblöcke (auch: Knarrblöcke oder Elvström(-knarr)-Blöcke nach dem Erfinder Paul Elvstrøm) sind Einscheibenblöcke, deren Scheibe nur in einer Richtung (der Zugrichtung) drehbar ist. Das Dichtholen und das Halten der Spannung wird so erleichtert. Um bei wenig Wind die Großschot gefühlvoller handhaben zu können, verfügen diese Blöcke oft über eine Freilauf-Einstellung, bei der die Blockierung entgegen der Zugrichtung mit einem Hebel abgeschaltet wird. Meist ist die Scheibe solcher Blöcke eingekerbt oder geriffelt, um das Durchrutschen der Schot entgegen der Laufrichtung zu verringern. Ratschblöcke finden sich typischerweise als erster Block an Großschottaljen auf Segelbooten, sofern das Großsegel noch ohne Winsch bedient werden kann. Die Funktion des Ratschblocks gleicht der des Knarrpollers.
- Ein Regattablock ist ein Einscheibenblock mit besonders großem Scheibendurchmesser und reduziertem Gehäuse, so dass sich ein niedriger Widerstand bei geringem Gewicht ergibt. Der Begriff Regattablock bezeichnet eine Bauform und nicht Blöcke mit Eignung zum Regattasegeln.
- Das Gehäuse eines Klappblocks (auch: Snatch-Block) kann nach Lösen einer Verriegelung durch Klappen oder Aufdrehen geöffnet werden. Der Block kann also nachträglich auf eine gespannte Leine gesetzt werden, ohne dass diese eingefädelt werden muss. Aus diesem Grund werden Klappblöcke häufig bei Barber Haulern verwendet.

Häufig werden am Gehäuse von Blöcken Curry- oder V-Klemmen angebracht, so dass die durch den Block laufende Leine direkt belegt werden kann.

Zum Befestigen (Anschlagen) verfügen Blöcke über feste Ösen oder Bügel am Gehäuse: 
- Eine drehbare Befestigungsmöglichkeit für einen Schäkel wird Wirbel genannt.
- Eine zusätzliche Öse zum Anknoten (Anstecken) einer Leine trägt die Bezeichnung Hundsfott.

Moderne Typen von Blöcken
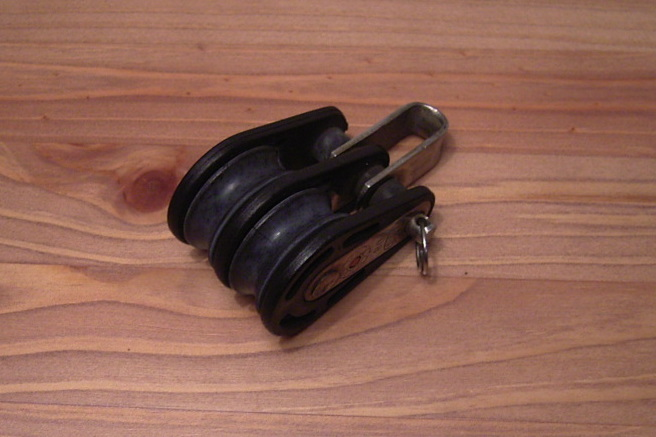
Zweischeibenblock
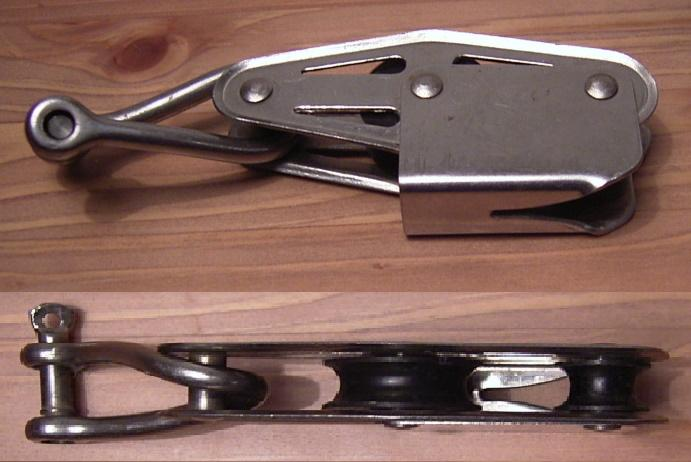
Violinblock mit V-Klemme
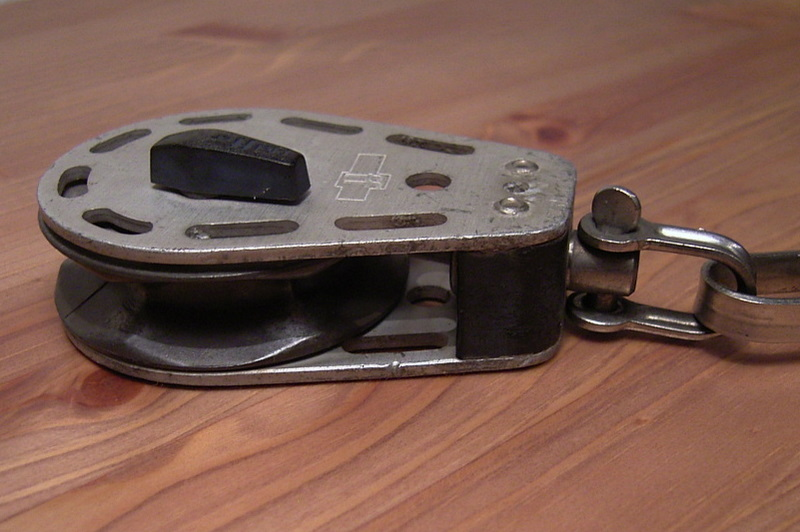
Ratschblock mit Wirbel und Hebel für schaltbaren Freilauf
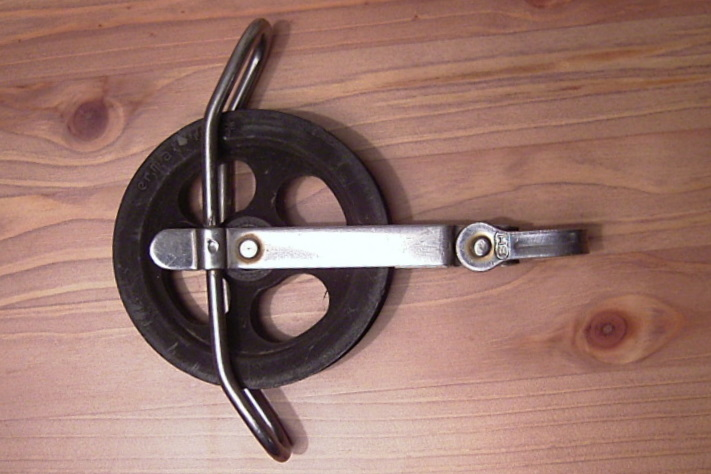
Regattablock